# Винсен (Алер)
Винсен (њем. Winsen) општина је у њемачкој савезној држави Доња Саксонија. Једно је од 24 општинска средишта округа Целе. Према процјени из 2010. у општини је живјело 12.913 становника. Посједује регионалну шифру (AGS) 3351024.

## Географски и демографски подаци
Винсен се налази у савезној држави Доња Саксонија у округу Целе. Општина се налази на надморској висини од 33 метра. Површина општине износи 155,4 km². У самом мјесту је, према процјени из 2010. године, живјело 12.913 становника. Просјечна густина становништва износи 83 становника/km².